# Cyrtandra phaeodictyon
Cyrtandra phaeodictyon är en tvåhjärtbladig växtart som beskrevs av Rudolf Schlechter. Cyrtandra phaeodictyon ingår i släktet Cyrtandra och familjen Gesneriaceae. Inga underarter finns listade i Catalogue of Life.